# L’innocenza giustificata
L’innocenza giustificata ist ein Libretto zu einer Opera seria in drei Akten von Francesco Silvani. Erstmals aufgeführt wurde es in der Vertonung von Benedetto Vinaccesi am 26. Dezember 1698 im Teatro San Salvatore in Venedig. Es wurde bis 1739 immer wieder überarbeitet und von vielen verschiedenen Komponisten unter unterschiedlichen Titeln neu vertont.

## Handlung

### Vorgeschichte
Die Vorgeschichte ist im Vorwort des Librettos folgendermaßen angegeben:

“Lvdouico Pio Imperadore, e Rè di Francia hebbe dal primo lotto, con Irmegarda sua Moglie, trè Figliuoli, Lotario, Pipino, e Ludouico. Mortagli la Sposa, paisò alle seconde nozze con Giuditta Figlia di Velfo Duca di Bauiera. Con essa procreò Carlo, che fù poi detto il Caluo, ne volendo lasciare diseredato questo nuouo Figlio, smembrò da ciascheduno de maggiori Figliuoli, frà quali haueua già diuiso il suo Impero, vna parte di quanto haueua loro assegnato, e ne inuestì quest’vltimo nato, à cui toccò l’Alemagna, la Rhetia, e la Borgogna. Se ne rissentirono i Fratelli pregiudicati, onde in vendetta accusorno la Matrigna d’ Adultera con Berardo Spagnuo lo Doca di Septimania, ed armorno contro del Padre. Fuggì Berardo, ritirossi Giuditta, e Ludouico doppo vna finta pace nuouamente inuestito, fù ipogliato dell’Impero, indi per le guerre nate trà Fratelli venne nouamente richiamato Ludouico all’Impero. Ciò seguito ritornò Berardo alla priuanza di Cesare, ed offertosi, à difendere col ferro l’Innocenza dell’Imperadrice, e la propra, ne comparendo alcuno ad oppugnarla, si assolsero Entrambi col giuramento, seguendo il costume di que’ tempi. Morto poi Ludouico, Lotario, cui era toccata la Corona Imperiale, e la France, non contento di quest diuisione, mosse Guerra à Fratelli da quali combattuto, e specialmente vinto dà Carlo, fuggì à Lione. Vnitisi poi, per sedare tante Guerri i Principi della Francia, si fecero arbitri della Pace, e fatta vna nuoua diuisione diedeto à Pipino Figliuolo di Pipino, e Nipote di Ludouico Pio, il Regno dell’ Aquitania, à Ludouico Terzo Figlio del Pio, il Regno Germanico, ed à Carlo la Francia, lasciata à Lotario vna parte d’Austrasia, che dal di lui nome fù detta Lotaringia, ò Lorena, e col Regno d’Italia, il titolo d’Imperadore, anzi vedutosi tanto decaduto dalle primiera grandezza, fosse dispetto, ò pietà, ritirossi al gouerno del proprio cuore, diuiso il Regno à Figlioli, trà quali toccò à Ludouico, che fù il Secondo di questo nome il Regno d’Italia, e l’Imperio. Tutto ciò raccolto da varij Auttori riferisce il Tesauro.
 Lasciato il restante della Storia, si rappresentano nel seguente Drama gli attentati di Lotario contro di Carlo, doppo la morte di Ludouico Pio, supponendosi il medemo Carlo Bambino, sotto la tutela di Giuditta sua Madre. Fingesi, che Giuditta, prima d’esser Moglie di Ludouico Pio fosse Vedoua d’vn Rè di Suizia, da cui hauesse due Figlie, che si chamassero Gildippe, & Eduige, che questa fosse destinata in Isposa à Ludouico, che chiamarassi Adalgiso, Figlio di Lotario, mà che scopertisi gli attentati di Lotario contro l’honore di Giuditta, & il Regno di Carlo, fosse dalla Madre disciolto il prommesso Imeneo, e che Gildippe fosse richiesta in Moglie da Berardo, e che per meritarlasi egli si fosse impegnato nel seruir’ à Giuditta.”

„Ludovico Pio, Kaiser und König des Frankenreichs hatte aus der ersten Ehe mit seiner Frau Irmegarda drei Söhne, Lotario, Pipino und Ludovico. Nach dem Tod seiner Frau ging er eine zweite Ehe mit Giuditta, der Tochter von Velfo, dem Herzog von Bayern, ein. Mit dieser zeugte er Carlo, der später „der Kahle“ genannt wurde. Da er nicht wollte, dass dieser neue Sohn ohne Erbe blieb, nahm er jedem der älteren Söhne, unter denen er bereits sein Reich geteilt hatte, einen Teil des ihm zugewiesenen und schrieb es diesem Letztgeborenen zu. Dies betraf Deutschland, das Rheinland und Burgund. Die beeinträchtigten Söhne lehnten das ab, beschuldigten aus Rache die Mutter des Ehebruchs mit Berardo Spagnuo, dem Herzog von Septimanien, und bewaffneten sich gegen den Vater. Berardo floh, Giuditta zog sich zurück, und Ludovico, der nach einem falschen Frieden wieder eingesetzt worden war, wurde vom Reich abgesetzt, dann wegen des unter den Brüdern ausgebrochenen Kriegs erneut zum Kaiser ernannt. Anschließend kehrte Berardo an den Hof des Kaisers zurück und bot an, die Unschuld der Kaiserin und seine eigene mit dem Schwert zu verteidigen; einige erschienen, um sie anzufechten, daher bekräftigten sie sie beide mit einem Schwur, wie es der Brauch der Zeit war. Nach Ludovicos Tod begann Lotario, der von der Kaiserliche Krone und der des Frankenreichs besessen und mit dieser Aufteilung nicht zufrieden war, einen Krieg gegen die Brüder. Nachdem er von diesen, und besonders von Carlo, besiegt wurde, floh er nach Lyon. Um die vielen Kriege zu beenden, vereinten sich dann die Fürsten des Frankenreichs, machten sich zu Botschaftern des Friedens, und man beschloss eine neue Reichsteilung, in der Pipino, Sohn des Pipino und Neffen von Ludovico Pio, das Reich von Aquitanien, Ludovico, dem dritten Sohn des Pio, das Deutsche Reich, und Carlo das Frankenreich zugesprochen wurde. Lotario erhielt einen Teil Austrasiens, das von ihm den Namen Lothringen oder Lorena bekam, und mit dem Reich Italiens den Kaisertitel. Da er jedoch erkannte, wie wenig von seiner früheren Größe übrig war, beschloss er aus Trotz oder Ärger, sich auf die Regierung seines eigenen Herzens zurückzuziehen, teilte das Reich unter den Söhnen, unter denen es Ludovico zufiel, dem zweiten dieses Namens im Reich Italiens und des Kaiserreichs. All dieses wurde von verschiedenen Autoren gesammelt und von Tesauro berichtet.
 Abgesehen vom Rest der Geschichte erzählt das folgende Drama von den Angriffen Lotarios gegen Carlo nach dem Tod des Ludovico Pio, wobei angenommen wird, dass derselbe Carlo als Kind unter der Vormundschaft seiner Mutter Giuditta stand. Es wird angenommen, dass Giuditta, bevor sie die Gatten des Ludovico Pio wurde, die Witwe eines Königs von Schweden war, von dem sie zwei Töchter hatte, die Gildippe und Edvige genannt werden, die letztere dem hier Adalgiso genannten Ludovico zur Gattin bestimmt, dem Sohn Lotarios, der aber die Angriffe Lotarios gegen die Ehre Giudittas und das Reich Carlos aufdeckt, dass die versprochene Hochzeit von der Mutter aufgelöst wurde, und dass Gildippe von Berardo als Gattin begehrt wurde, und dass dieser, um sie zu erhalten, sich den Diensten Giudittas verschrieb.“

### Kurzfassung
Erster Akt. Nach dem Tod von Ludovico Pio hat Lotario, sein Sohn aus erster Ehe, die Kaiserwürde übernommen. Ludovicos Witwe Giuditta will Edvige, ihrer Tochter aus erster Ehe, mit Lotarios Sohn Adalgiso vermählen. Lotario akzeptiert nicht, dass ihr Sohn Carlo aufgrund eines spät geänderten Testaments einen Teil des Reichs erben soll. Er hat mit dem Ritter Asprando einen heimlichen Verbündeten an Giudittas Hof, der ihn über alle Pläne seiner Rivalin informiert. Asprando hat bereits das Gerücht in die Welt gesetzt, dass Carlo gar nicht Ludovicos Sohn sei, sondern ein Spross von Giudittas Vertrautem Berardo, mit dem sie Ehebruch begangen habe. Berardo wiederum soll auf Giudittas Wunsch deren zweite Tochter Gildippe heiraten. Vorerst stellt sich Adalgiso Giuditta gegenüber freundlich. Erst als sie ihm Carlo vorstellt, gibt er zu erkennen, dass er ihn nicht als Ludovicos Erben anerkennt. Giuditta verbietet ihrer Tochter daraufhin die Verbindung mit Adalgiso. Als Lotario wenig später Giuditta und Berardo offen des Ehebruchs bezichtigt und ein Handgemenge ausbricht, verteidigt Adalgiso die Beschuldigten.
Zweiter Akt. Adalgiso bleibt seinem Vater gegenüber standhaft. Edvige will dennoch dem Wunsch ihrer Mutter Folge leisten und ihre Beziehung zu ihm lösen. Adalgiso versichert ihr jedoch nachdrücklich seine tiefe Liebe. Lotario gelingt es durch eine List Asprandos, Carlo in seine Gewalt zu bringen. Berardo macht sich sofort auf den Weg, ihn zu befreien. Während er Lotarios Palast stürmt, droht dieser, den Knaben zu töten.
Dritter Akt. Adalgiso versichert Edvige, dass er auf ihrer Seite stehe und als Geisel für Carlos Rückkehr bürgen wolle. Er versteckt sich hinter der Tür, als Giuditta hereinkommt und Lotario ihr den Jungen bringt. Lotario schickt allerdings heimtückisch die Wachen hinaus und verschließt den Raum, um Giuditta ungestört zu erpressen: Sollte sie nicht unterschreiben, dass Carlo kein Sohn Ludovicos ist, werde er den Jungen in ihrem Beisein töten. Adalgiso kann Carlo jedoch in Sicherheit bringen und lässt die Wachen herein. Daraufhin gibt Lotario seine Pläne endgültig auf und versöhnt sich mit Giuditta. Vor der Hochzeit Adalgisos und Edviges muss noch die Unschuld Giudittas und Berardos bewiesen werden. Berardo erklärt öffentlich, dass die Vorwürfe eine Verleumdung seien. Wer anderes behaupte, möge dies in einem Duell bekräftigen. Tatsächlich tritt ein Gegner mit verhülltem Visier hervor. Berardo bezwingt und entwaffnet ihn. Es ist Asprando. Er gibt seine Schuld zu und verlangt nur noch einen schnellen Tod. Giuditta vergibt ihm jedoch. Edvige und Adalgiso sowie Berardo und Gildippe können heiraten.

### Erster Akt
Königlicher Hof mit einer Treppe, die zu den Gemächern führt, die Giuditta für Lotarios vorgesehen hat
Szene 1. Adalgiso begrüßt seinen Vater, den neuen Kaiser Lotario, der zur Feier seiner Hochzeit mit Giudittas Tochter Edvige gekommen ist. Lotario entgegnet, dass Europa diese Verbindung sehnsüchtig erwarte.
Szene 2. Asprando richtet Lotario die Willkommensgrüße Giudittas und ihrer Tochter aus, während Adalgisos Gedanken seiner Braut gelten (Adalgiso: „In doi begl’occhi, amor“).
Szene 3. Unter vier Augen bespricht Lotario mit Asprando seine eigentlichen Ziele. Er kann nicht akzeptieren, dass Carlo einen Teil seines Reiches erben soll, und will es um jeden Preis behalten. Die Hochzeit ist lediglich ein Täuschungsmanöver, um Giuditta abzulenken (Lotario: „Amor codardo“).
Szene 4. Berardo warnt Giuditta vor den geheimen Absichten Lotarios. Er rät ihr, das Heer zu vergrößern, und versichert ihr seine bedingungslose Treue (Berardo: „Adorator il cor“).
Szene 5. Gildippe teilt ihrer Mutter mit, das Lotario freundlich gesinnt sei. Giuditta rät dennoch zur Vorsicht. Sie will, dass Gildippe Berardo heiratet. Gildippe ist einverstanden (Gildilppe: „Se si potesse amar“).
Szene 6. Giuditta ist bereit, sich Lotario entgegenzustellen (Giuditta: „E’ senza Gloria“).
Szene 7. Giuditta stellt Lotario ihren Sohn Carlo vor und weist auf dessen Ähnlichkeit mit seinem Vater Ludovico Pio hin. Lotario sieht diese aber nicht. Er behauptet, Carlos Gesicht lasse Berardos Streitsucht und Schamlosigkeit erkennen. Als Giuditta diese Beleidigung zurückweist, erklärt Lotario, dies sei die Meinung des ignoranten Pöbels. Er selbst habe nicht vor, sie zu entehren. Giuditta warnt ihn vor ihrem Zorn (Giuditta: „Illustre il sangue mio“).
Szene 8. Lotario wartet geduldig auf den richtigen Zeitpunkt, um seinen Plan auszuführen (Lotario: „Mascherata amor conduce“).
Szene 9. Adalgiso schwört Edvige seine tiefe Liebe. Ihre bösen Vorahnungen kann er vertreiben (Edvige: „Un guardo solo“).
Szene 10. Giuditta schickt Adalgiso hinaus, um mit ihrer Tochter unter vier Augen zu sprechen.
Szene 11. Empört über das Verhalten Lotarios verbietet Giuditta ihrer Tochter Edvige, dessen Sohn zu heiraten (Giuditta: „Ti sovenga di quel sangue“).
Szene 12. Edvige beklagt diese Entwicklung (Edvige: „Vi amai vezzosi rai“).
Bankettsaal
Szene 13. Gildippe ist sich nicht sicher, ob sie Berardos Gefühle erwidert. Sie glaubt aber, dass sie ihn lieben könnte (Gildippe: „Se mai dovessi amar“).
Szene 14. Auch die anderen betreten den Saal. Lotario beschuldigt Berardo öffentlich des Ehebruchs mit der Kaiserin. Berardo weist dies vehement zurück. Die Situation eskaliert, und es kommt zu einem Handgemenge zwischen Lotarios Soldaten und den Wachen Giudittas, die Berardo verteidigen. Entschlossen tritt Adalgiso zwischen die Streitenden und ergreift Partei für Giuditta. Lotario und seine Leute ergreifen die Flucht. Adalgisio hindert die Wachen daran, sie zu verfolgen. Zu Edviges Leid bekräftigt Giuditta noch einmal ihr Heiratsverbot (Edvige: „Lascia almeno“).
Szene 15. Asprando und Berardo versprechen Giuditta, den Thron zu verteidigen.
Szene 16. Giuditta verlässt sich auf Berardo (Giuditta: „Alla spada, che al fianco ti pende“).
Szene 17. Berardo ist fest entschlossen, sein Leben dem Schutz Giudittas, Carlos und Gildippes zu widmen (Berardo: „Si viva, e si speri“).

### Zweiter Akt
Zurückgezogener Ort in den Gemächern Lotarios
Szene 1. Wegen Giudittas Wachsamkeit sieht Lotario seine Pläne gefährdet. Asprando versichert ihm jedoch, dass sie ihm noch vertraue.
Szene 2. Als Lotario Adalgiso wegen seines Verhaltens wütend zur Rede stellen will, weist sein Sohn alle Anschuldigungen zurück. Er habe im Gegenteil seine Braut verteidigt und durch sein Eingreifen Lotarios Ehre gerettet. Seinen Thron auf diese Weise zu erobern sei verabscheuungswürdig. Lotario dagegen glaubt an das Recht des Stärkeren. Darauf zu verzichten hält er für Schwäche und Feigheit (Lotario: „Troppo bella è quella colpa“).
Szene 3. Adalgiso will seinen Prinzipien und seiner Geliebten treu bleiben (Adalgiso: „Non sò, sdegnose, ò lusinghiere pupille del mio ben“).
Garten bei den Gemächern der Prinzessin
Szene 4. Gildippe ist beunruhigt über das Geschehene und sorgt sich um die Zukunft.
Szene 5. Die beiden Schwestern schütten einander ihr Herz aus. Gildippe beruhigt Edvige mit einem Hinweis auf ihre große Tugendhaftigkeit (Gildippe: „Hà lusinghe, e non hà forza“). Edvige fühlt sich dadurch gestärkt (Edvige: „Eroici penseri d’illustre costanza“).
Szene 6. Edvige möchte ihrer Mutter gehorchen und ihre Beziehung mit Adalgiso beenden. Der versichert ihr aber so glaubwürdig seine ungebrochene Liebe, dass Edvige ihre Tränen kaum zurückhalten kann.
Szene 7. Adalgiso reflektiert seine eigenen Gefühle für Edvige (Adalgiso: „Amar per potere“).
Giudittas Zimmer; Nachts
Szene 8 (nicht vertont). Giuditta stärkt sich im Gebet.
Szene 9. Asprando teilt Giuditta mit, dass ihr Sohn im Palast nicht mehr vor den Nachstellungen Lotarios und seiner Leute sicher sei. Er überredet sie, ihm das Kind zu übergeben, damit er es in Sicherheit bringen kann (Asprando: „Hò l’alma tutta fede“).
Szene 10. Giuditta lässt Carlo holen. Asprando verkleidet den Jungen als Dorfbewohner und bringt ihn fort.
Szene 11. Giuditta erzählt Gildippe besorgt, dass sie um Carlos Leben fürchtet.
Szene 12. Edvige berichtet, dass Asprando sie verraten und Carlo Lotario übergeben habe. Giuditta fleht Berardo an, ihren Sohn zu retten. Berardo verspricht dies (Berardo: „Calcherò l’armi rubelle“).
Szene 13. Gildippe und Edvige beklagen das launische Schicksal (Gildippe: „Non sempre è dolce“).
Szene 14. Edvige verliert die Hoffnung (Edvige: „Non spero più di ribaciarvi ò belle“).
Großer Platz vor dem Palast Lotarios mit einer Loggia
Szene 15. Berardo nähert sich mit seinen Soldaten dem Palast, in dem Carlo gefangen gehalten wird (Berardo: „Sù guerrieri à l’alta impresa“).
Szene 15b. Asprando stürmt mit seinen Soldaten aus dem Tor. Berardo greift sie mit den Seinigen an. Nach einem kurzen Handgemenge ziehen sich Asprandos Leute in den Palast zurück und schließen das Tor. Während Berardos Soldaten sich anschicken, das Tor in Brand zu stecken, tritt Lotario mit Carlo auf die Loggia und droht damit, das Kind in den Fluss zu werfen. Obwohl Berardo die Mauern sichern lässt, will Lotario nicht aufgeben (Lotario: „Tuona il Ciela, e i lampi oppone“).

### Dritter Akt
Edviges Zimmer mit einem Kabinett
Szene 1. Auf Bitten Adalgisos hält Gildippe zu seinen Gunsten Fürsprache bei Edvige (Gildippe: „Un sereno pensier mi nasce in petto“).
Szene 2. Adalgiso erscheint in Edviges Zimmer, um sich selbst als Geisel anzubieten. Er hofft, dadurch Carlo aus der Gewalt seines Vaters retten zu können.
Szene 3. Gildippe teilt Edvige mit, dass Giuditta gleich kommen werde, um sie zu sprechen. Adalgiso schwört Edvige erneut seine Liebe und zieht sich in das Kabinett zurück.
Szene 4. Giuditta teilt ihren Töchtern mit, dass Lotario versprochen habe, ihr Carlo zurückzugeben. Er verlange nur zuvor eine kurze Unterredung mit ihr. Die Töchter schöpfen wieder Hoffnung (Gildippe/Edvige: „Mi palpita in seno“).
Szene 5. Giuditta glaubt, nie wieder glücklich werden zu können, wenn sie wieder enttäuscht werden sollte (Giuditta: „Non ti credo mai più“).
Szene 6. Lotario bringt Carlo zu seiner Mutter und bittet sie, alle außer Carlo herauszuschicken, da er ihr seine Absichten nur persönlich mitteilen wolle. Nachdem dies geschehen ist, schließt er die Tür ab, bedroht Carlo mit dem Messer und zwingt Giuditta, zu unterschreiben, dass sie Ehebruch begangen habe und Carlo nicht Ludovicos Sohn sei. Giuditta versucht, ihm den Dolch zu entreißen. Als Lotario daher den Jungen für einen Moment loslassen muss, bringt ihn Adalgiso in Sicherheit, schließt die Tür auf und lässt die Wachen herein.
Szene 7. Nach einer eindringlichen Rede Adalgisos gesteht Lotario Giuditta ihren Sieg zu. Giuditta erkennt den Großmut Adalgisos an und ist bereit, ihm die Hand ihrer Tochter zu geben (Adalgiso/Giuditta: „Serenati sono i cieli“).
Der für die Hochzeit Adalgisos und Edviges vorgesehene Ort mit einem Thron und einem abgezäunten Bereich
Szene 8. Das Brautpaar wird in einem Ruhmestempel herabgelassen. Giuditta muss nun, da ihr Sohn gerettet ist, noch ihre und Berardos Unschuld beweisen. Berardo will dafür im Kampf eintreten.
Szene 9. Nachdem die anderen eingetroffen sind, erklärt Giuditta den Frieden (Giuditta: „Coronata il crin d’olivo“). Berardo betritt mit zwei Knappen den Platz und schwört, dass Giuditta und er unschuldig und Opfer einer Verleumdung geworden seien. Sollte jemand etwas anderes behaupten, möge er hervortreten und seine Anschuldigungen im Kampf bekräftigen.
Szene 10. Ein Kämpfer mit geschlossenem Visier betritt den Kampfplatz und nimmt die Herausforderung an.  Im folgenden Zweikampf gelingt es Berardo, dem Gegner die Waffe zu entreißen. Der öffnet seinen Helm, gibt sich als Asprando zu erkennen und fordert Berardo auf, ihn schnell zu töten. Giuditta möchte diesen Tag aber nicht mit Blutvergießen beenden. Anschließend schwört sie öffentlich ihre und Berardos Unschuld. Berardo legt Lotario zum Zeichen seiner Treue sein Schwert zu Füßen. Edvige und Adalgiso sowie Berardo und Gildippe können heiraten.

## Werkgeschichte
Der historische Kern von Francesco Silvanis Libretto L’innocenza giustificata ist die Auflösung des Fränkischen Reichs unter den Nachfahren Karls der Großen. Das Vorwort nennt als Quelle den Namen „Tesauro“. Gemeint ist das 1663/1664 erschienene Werk Del regno d’Italia sotto i barbari (Über das Reich Italien unter den Barbaren) des Historikers Emanuele Tesauro, das als Standardquelle der venezianischen Librettisten in unzähligen Operntexten ausgewertet wurde. Die hier behandelte Episode um Kaiser Ludwig dem Frommen steht im vierten Kapitel des dritten Bandes. Sie wurde bereits 1683 in Giovanni Legrenzis L’arnarchia dell’imperio (Libretto: Tommaso Stanzani) als Farce in Opernform gebracht. Eine noch drastischere tragikomische Variante erschien 1687 unter dem Titel Lodovico Pio mit Musik von Giuseppe Fabbrini (Libretto: Girolamo Gigli). Darin tritt sogar Cervantes Don Quijote auf. Obwohl Sivani Gigli in seinem Libretto nicht erwähnt, belegen einige textliche Übereinstimmungen, dass er dieses Werk gekannt haben muss. Der Handlungsverlauf unterscheidet sich allerdings deutlich.:37
Eine zeitgenössische Parallele zum Erbfolgestreit der Karolinger ist im Spanischen Erbfolgekrieg zu erkennen, der zwischen 1701 und 1714 zwischen den Habsburgern und den Bourbonen um die Nachfolge Karls II. geführt wurde, aber schon längere Zeit zuvor absehbar war. Durch die Widmung des Librettos an den in hoher Position in Wien wirkenden Mäzen Ferdinand Ernst von Mollard bezog Silvani frühzeitig Position.:36
Die erste Vertonung des Librettos stammt von Benedetto Vinaccesi. Sie wurde am 26. Dezember 1698 im Teatro San Salvatore in Venedig uraufgeführt.:35f Es folgten eine Reihe von Bearbeitungen und Neuvertonungen.

## Vertonungen
Folgende Komponisten vertonten dieses Libretto:
| Komponist                               | Uraufführung                                             | Aufführungsort | Anmerkungen |  |
| --------------------------------------- | -------------------------------------------------------- | -------------- | --- |  |
| Benedetto Vinaccesi                     | 26. Dezember 1698, Teatro San Salvatore                  | Venedig        | 1700 in Mantua; 1701 in Crema; am 25. Januar 1711 überarbeitet im Teatro Regio Ducale Mailand |  |
| Anonym                                  | 3. November 1699, Teatro Falcone                         | Genua          | als Carlo, re d’Alemagna |  |
| Anonym                                  | 24. Januar 1700, Teatro Cocomero                         | Florenz        | als Carlo, re d’Alemagna |  |
| Anonym                                  | 3. Juli 1702                                             | Siena          | als La Giuditta di Baviera |  |
| Giuseppe Maria Orlandini                | Frühling 1712, Teatro Bonacossi                          | Ferrara        | als L’innocenza difesa; 1713 als La Giuditta di Baviera in Forlì; am 28. Oktober 1713 überarbeitet als Carlo, re d’Alemagna im Teatro Formagliari in Bologna; im Mai 1714 überarbeitet als Carlo, re d’Alemagna im Teatro Ducale in Parma; im Herst 1714 als L’innocenza difesa in Verona; am 1. Juli 1731 überarbeitet als L’innocenza giustificata im Teatro della Fortuna in Fano; am 4. September 1734 als L’innocenza giustificata im Teatro della Pergola in Florenz |  |
| Luca Antonio Predieri                   | 24. Januar 1713, Teatro La Fenice                        | Ancona         | als La Giuditta di Baviera |  |
| Andrea Stefano Fiorè                    | 1714, Teatro di Santa Cecilia                            | Palermo        | erste Fassung; als La innocenza giustificata |  |
| Alessandro Scarlatti                    | 26. Januar 1716 (?), Teatro San Bartolomeo               | Neapel         | als Carlo re d’Alemagna |  |
| Andrea Stefano Fiorè                    | Karneval 1720, Teatro della Pace                         | Rom            | zweite Fassung; als L’innocenza difesa; 1722 im Teatro Carignano in Turin; am 20. August 1723 als L’innocenza giustificata in Bergamo; am 20. September 1723 als L’innocenza giustificata in Crema |  |
| Fortunato Chelleri                      | Januar 1721, Teatro della Pergola                        | Florenz        | als L’innocenza difesa; um den 7. Februar 1722 überarbeitet im Teatro Sant’Angelo in Venedig; um 1731 im Herzoglichen Theater in Wolfenbüttel; im Sommer 1731 im Theater Braunschweig |  |
| Conrad Friedrich Hurlebusch             | 1722 (?)                                                 | Braunschweig   | als L’innocenza difesa |  |
| Anonym (Pasticcio)                      | Karneval 1725, Theater des Grafen Franz Anton von Sporck | Prag           | als L’innocenza giustificata; mit Musik von Andrea Stefano Fiorè, Giovanni Maria Capelli, Antonio Vivaldi, Antonio Bioni, Giovanni Porta und Francesco Gasparini |  |
| Pietro Vincenzo Chiocchetti             | Herbst 1731, Teatro Falcone                              | Genua          | ursprünglich als L’innocenza giustificata; die Handlung wurde nach Persien verlegt; am 8. Januar 1736 als Il Dario in Prato |  |
| Georg Philipp Telemann (Pasticcio)      | 25. November 1732, Theater am Gänsemarkt                 | Hamburg        | als Judith, Gemahlin Käyser Ludewigs des Frommen, oder Die Siegende Unschuld; deutsche Rezitative von Telemann (Übersetzer: Johann George Hamann), Arien von Georg Friedrich Händel, Telemann und Fortunato Chelleri |  |
| Nicola Antonio Porpora → Carlo il Calvo | Frühjahr 1738, Teatro delle Dame                         | Rom            | als Carlo il Calvo |  |
| Anonym (Pasticcio)                      | Karneval 1739, Teatro dell’Accademia dei Remoti          | Faenza         | als L’innocenza giustificata; auf Basis der Fassung von Pietro Vincenzo Chiocchetti; die Handlung wurde nach Persien verlegt |  |
| Antonio Vivaldi                         | 7. November 1739, Teatro Sant’Angelo                     | Venedig        | als Feraspe; Libretto bearbeitet von Bartolomeo Vitturi die Handlung wurde nach Persien verlegt |  |

## Digitalisate
1. ↑  Benedetto Vinaccesi: L’innocenza giustificata. Libretto (italienisch), Venedig 1699. Digitalisat der Library of Congress.
2. ↑  Anonym: Carlo, re d’Alemagna. Libretto (italienisch), Genua 1699. Digitalisat im Corago-Informationssystem der Universität Bologna.
3. ↑  Anonym: Carlo, re d’Alemagna. Libretto (italienisch), Florenz 1700. Digitalisat der Biblioteca Nazionale Centrale di Firenze.
4. ↑  Anonym: La Giuditta di Baviera. Libretto (italienisch), Siena 1702. Digitalisat bei Google Books.
5. ↑  Giuseppe Maria Orlandini: Carlo re d’Alemagna. Libretto (italienisch), Bologna 1713. Digitalisat bei Google Books.
6. ↑  L’innocenza giustificata (Orlandini, Giuseppe Maria): Noten und Audiodateien im International Music Score Library Project.
7. ↑  Alessandro Scarlatti: Carlo re d’Alemagna. Libretto (italienisch), Neapel 1716. Digitalisat im Museo internazionale e biblioteca della musica di Bologna.
8. ↑  Carlo re d’Allemagna (Scarlatti, Alessandro): Noten und Audiodateien im International Music Score Library Project
9. ↑  Andrea Stefano Fiorè: L’innocenza difesa. Libretto (italienisch), Rom 1720. Digitalisat bei Google Books.
10. ↑  Fortunato Chelleri: L’innocenza difesa. Libretto (italienisch), Florenz 1721. Digitalisat im Corago-Informationssystem der Universität Bologna.
11. ↑  Fortunato Chelleri: L’innocenza difesa. Libretto (italienisch/deutsch), Wolfenbüttel 1731. Digitalisat des Münchener Digitalisierungszentrums.
12. ↑  Fortunato Chelleri: L’innocenza difesa. Libretto (italienisch/deutsch), Braunschweig 1731. Digitalisat der Wolfenbütteler Digitalen Bibliothek.
13. ↑  Anonym: L’innocenza giustificata. Libretto (italienisch/deutsch), Prag 1725. Digitalisat bei Google Books.
14. ↑  Pietro Vincenzo Chiocchetti: Il Dario. Libretto (italienisch), Prato 1736. Digitalisat bei Google Books.
15. ↑  Georg Philipp Telemann: Judith, Gemahlin Käyser Ludewigs des Frommen, oder Die Siegende Unschuld. Libretto (deutsch/italienisch), Hamburg 1732. Digitalisat der Library of Congress.
16. ↑  Nicola Porpora: Carlo il Calvo. Libretto (italienisch), Rom 1738. Digitalisat im Internet Archive.
17. ↑  Carlo il Calvo (Porpora, Nicola Antonio): Noten und Audiodateien im International Music Score Library Project.
18. ↑  Antonio Vivaldi: Feraspe. Libretto (italienisch), Venedig 1739. Digitalisat der Library of Congress.